# Kenshin Yoshimaru
Kenshin Yoshimaru (吉丸 絢梓 Yoshimaru Kenshin?, Miyazaki, 27 de marzo de 1996) es un futbolista japonés que juega como guardameta y su equipo es el Fukushima United F. C. de la J3 League de Japón.

## Trayectoria

### Clubes
| Club                      | País  | Año       |
| ------------------------- | ----- | --------- |
| Vissel Kobe               | Japón | 2014-2020 |
| J. League sub-22 (cedido) | Japón | 2014-2015 |
| Oita Trinita (cedido)     | Japón | 2016      |
| Tokushima Vortis (cedido) | Japón | 2018      |
| Giravanz Kitakyushu       | Japón | 2021-2023 |
| Fukushima United F. C.    | Japón | 2024-     |